# Norman's Awesome Experience
Norman's Awesome Experience, conocida también como Normanicus, es una película coproducción de Argentina, Canadá y Estados Unidos de de ciencia ficción, comedia y aventuras de 1989 escrita y dirigida por Paul Donovan y protagonizada por Tom McCamus, Laurie Paton, Jacques Lussier, David Hemblen y Marcos Woinsky. Fue filmada principalmente en el parque nacional Lanín (provincia del Neuquén) y en la ciudad de Toronto (provincia de Ontario), y estrenada en septiembre de 1989 en Canadá.
El título original con que fue filmada durante 1987 y 1988 fue A Switch in Time ("Un cambio en el tiempo"), pero luego decidió cambiarse por Norman's Awesome Experience con el objetivo de que la película sea vista por el público como una cinta de estilo similar a Bill & Ted's Excellent Adventure (1989), comedia disparatada que tuvo mucho éxito en la taquilla.

## Sinopsis
A mediados de la década del '80 en la ciudad de Ginebra, el malogrado experimento de un científico loco envía a su colega, el científico Norman, la modelo Erica y el fotógrafo Umberto a la época del Imperio Romano cuando era regida por Nerón. Los tres caen en un pequeño pueblo de Helvetia (en lo que luego será Suiza) controlado por el romano Septimus Fabius y Serpicus, el líder gordo de una tribu germana.
Poco después de deponer a Serpicus y trabar amistad con la tribu, los viajeros del tiempo se enfrentan a una invasión del ejérctio romano. Los egoístas de Erica y Umberto deciden huir primero y congraciarse luego con el comandante de la invasión, Marcus Titanius, traicionando a la tribu. Norman, que inicialmente había marchado a Roma con la intención de asombrar a todos con su saber científico, cambia de opinión y decide ayudar a la tribu y una joven que forma parte de esta y de la que se ha enamorado. Al volver para defenderlos, la tribu lo abraza y lo proclama "César Normanicus". A partir de allí, Norman elabora un plan que cambiará inesperadamente el curso de la Historia misma.

## Reparto
- Tom McCamus … Norman
- Laurie Paton … Erica
- Jacques Lussier … Umberto
- David Hemblen … Septimus Fabius
- Lee Broker … Marcus Titanius
- Marcos Woinski … Serpicus
- Gabriela Salas … Félix
- Brian Downey … Dr. Nobbelmeyer
- Armando Capó … Herrero
- Enrique Latorre … Emperador Nerón
- Jorge Luis Estrella … Sumo Sacerdote
- Jacques Arndt … Administrador romano
- Theodor Mc Nabey … Científico jefe
- Bill Carr … Guardián
- Carlos Weber … Empleado
- Marcelo Serré … Britannicus
- Gastón A. Martelli … Joven oficial
- Jorge Vells … Líder
- Damien Duard … Mozo
- Carlos Marchi … Envenenador
- Fabián Stratas … Carterista
- Omar Lefosse … Comensal
- Néstor Protto … Comensal
- Daniel Visicaro … Comensal
- Alejandro Rasillo … Sirviente eunuco
- Gastón Durán … Esclavo de Fabius
- Giovanna Sportelli … Bailarina #1
- Cristina Girons … Bailarina #2
- Marcela Escobar … Bailarina #3
- Mónica Bellotti … Bailarina #4
- Nancy Johnson … Esclava romana #1
- Cristina Cardinaux … Esclava romana #2
- Marcela C. García … Esclava romana #3
- Carmen Aguirre … Esclava romana #4

## Comentarios
«Encantadora, cálida y muy divertida, la película convierte el viaje por el tiempo y el drama histórico en una excitante comedia de proporciones épicas.»